# Velamsunds naturreservat

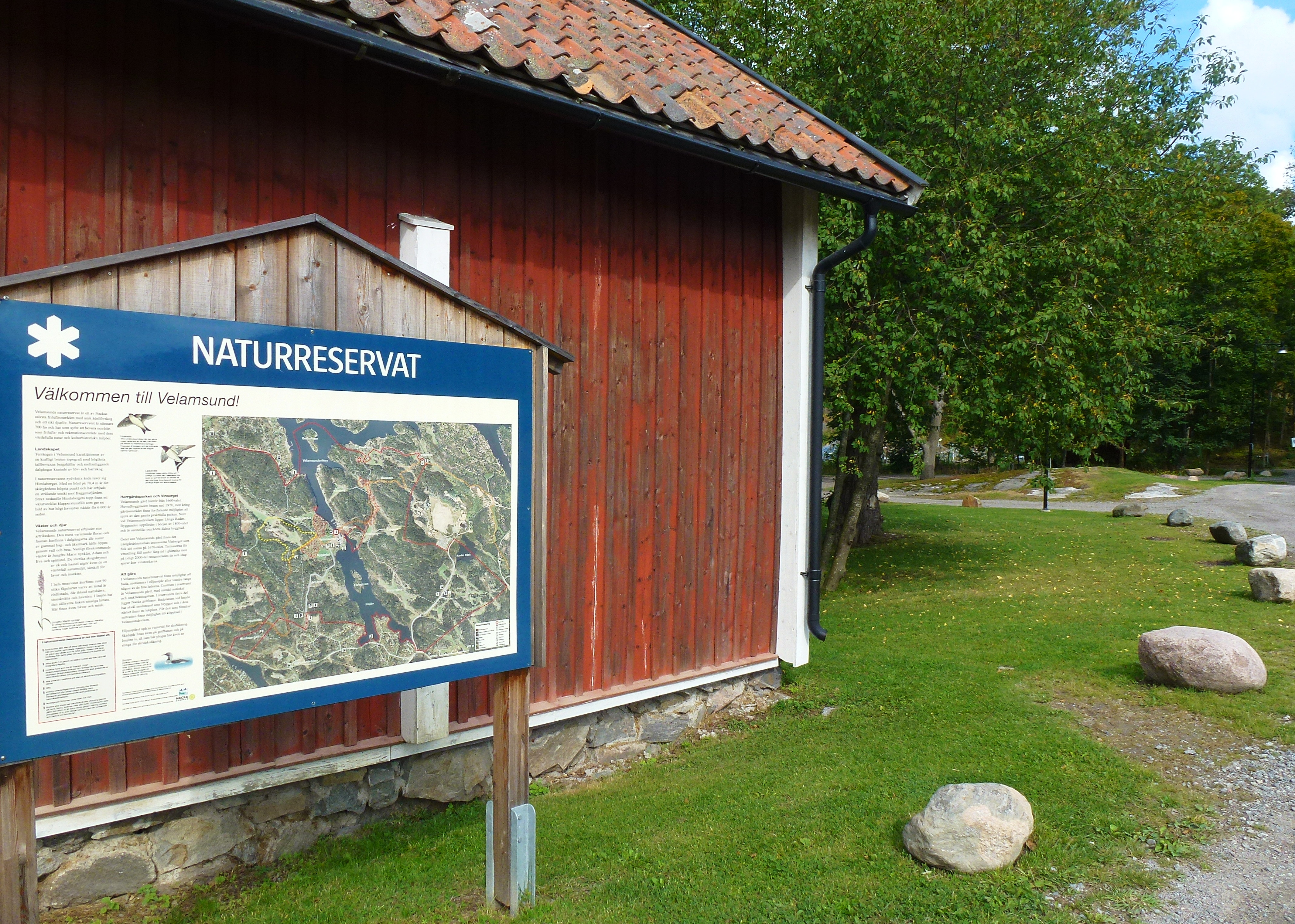
Informationsskylt vid Velamsunds gård.

Velamsunds naturreservat ligger i nordöstra delen av Nacka kommun, i Boo socken i Uppland (Stockholms län). Det har en areal av cirka 700 hektar ett av kommunens största naturreservat. Reservatet bildades 1992 och år 2007 avsattes ett 14 hektar stort Natura 2000-område som ligger inom reservatet. Ändamålet med naturvårdsområdet är ”att i första hand säkerställa ett välfrekventerat frilufts- och rekreationsområde”.

## Reservatet
Velamsunds naturreservat har sitt namn efter godset Velamsund vars byggnader ingår i reservatet och utgör dess centrum. I reservatet ligger tre vattenområden; Insjön, Velamsundsviken och en del av Koviksträsk. I öst-västlig riktning passerar vandringsleden Boo-leden som ingår i den 25 kilometer långa Värmdöleden. Vid Velamsunds gård finns bland annat parkering, badplats, ridskola, Nacka naturskola, båtklubb och restaurang. I reservatets östra del ligger Nacka golfklubbs bana och i sydvästra änden reser sig det 70,4 meter höga Himlaberget, som är Ormingelandets högsta punkt och bjuder på en storslagen utsikt.

## Vinberget
Öster om Velamsunds gård återfinns Vinberget, ett trädgårdshistoriskt intressant område som fick sitt namn redan på 1670-talet och anlades av dåvarande ägare riksrådet Pontus Fredrik De la Gardie. Terrasserna med vinstockar för vinodling växte igen med tiden och föll i glömska. Genom Peter Jonas Bergius, grundaren av Bergianska trädgården fick vinodlingen på Velamsund ny betydelse på 1780-talet och man kunde skörda druvor som var ”blå, söta och ej särdeles stora”. Sedan föll odlingen i glömska igen men restaurerades i början av 2000-talet på initiativ av Nacka kommun.

## Bilder

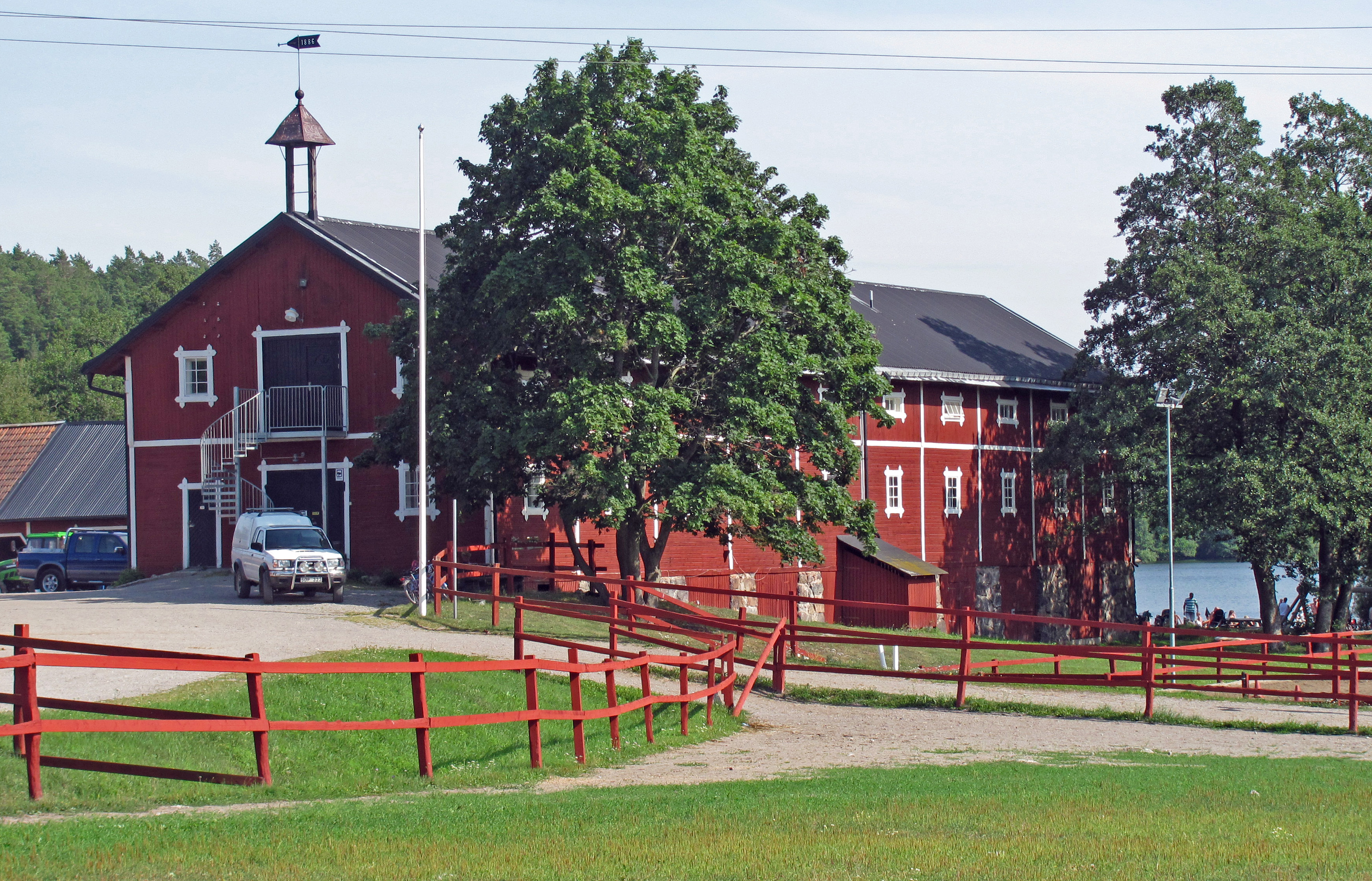
Velamsunds gård

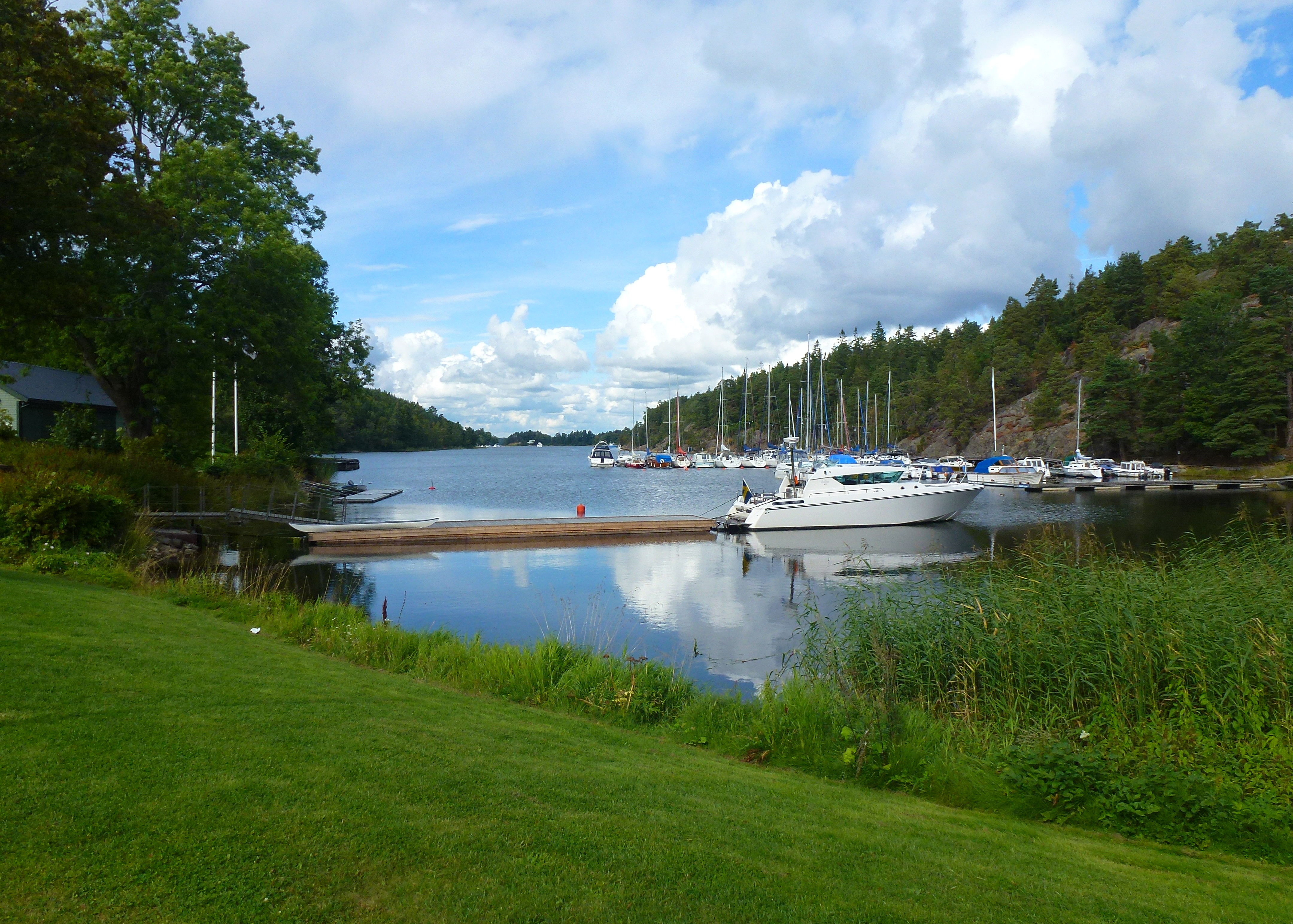
Velamsundsviken mot norr
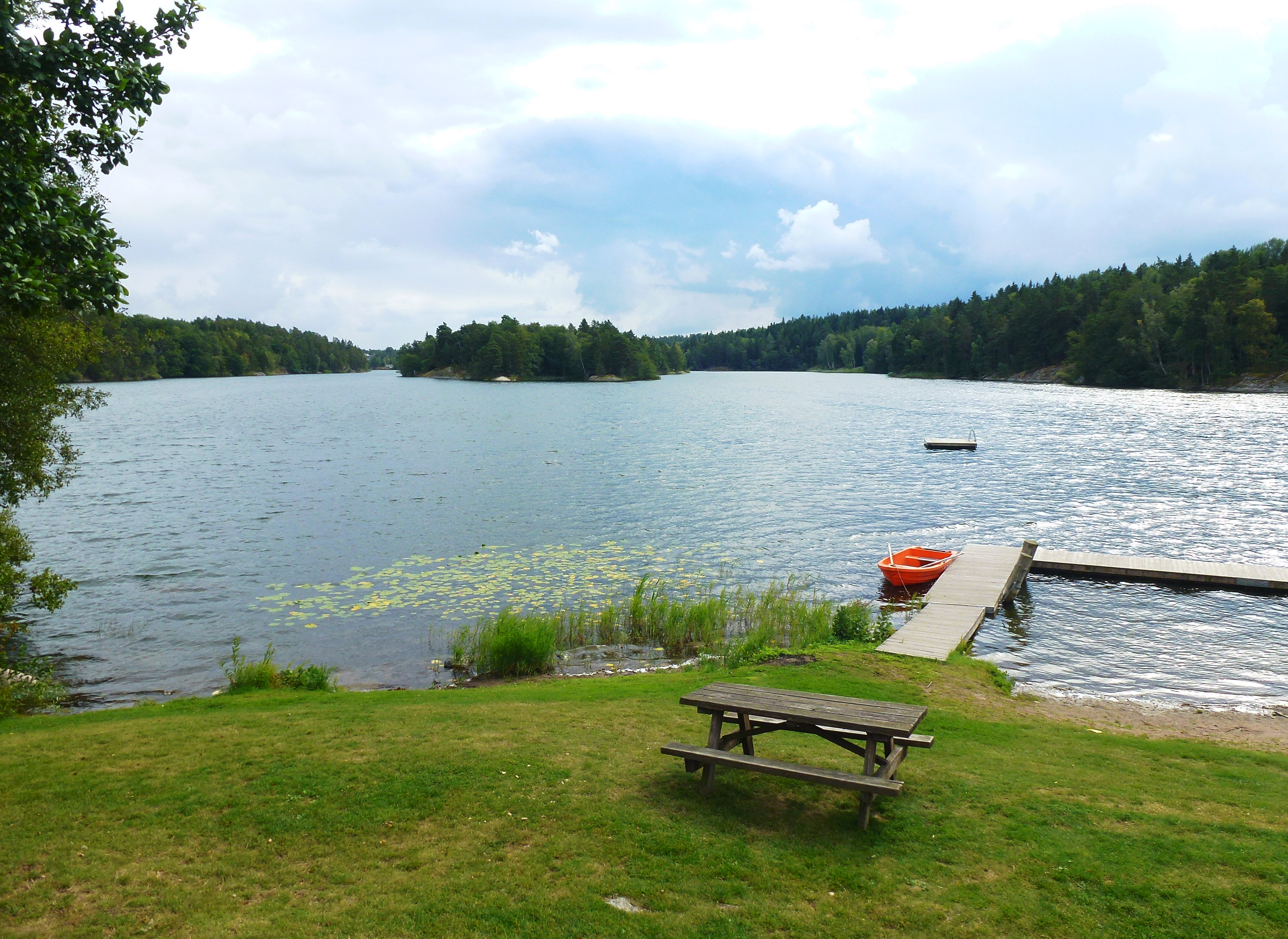
Insjön med badplatsen
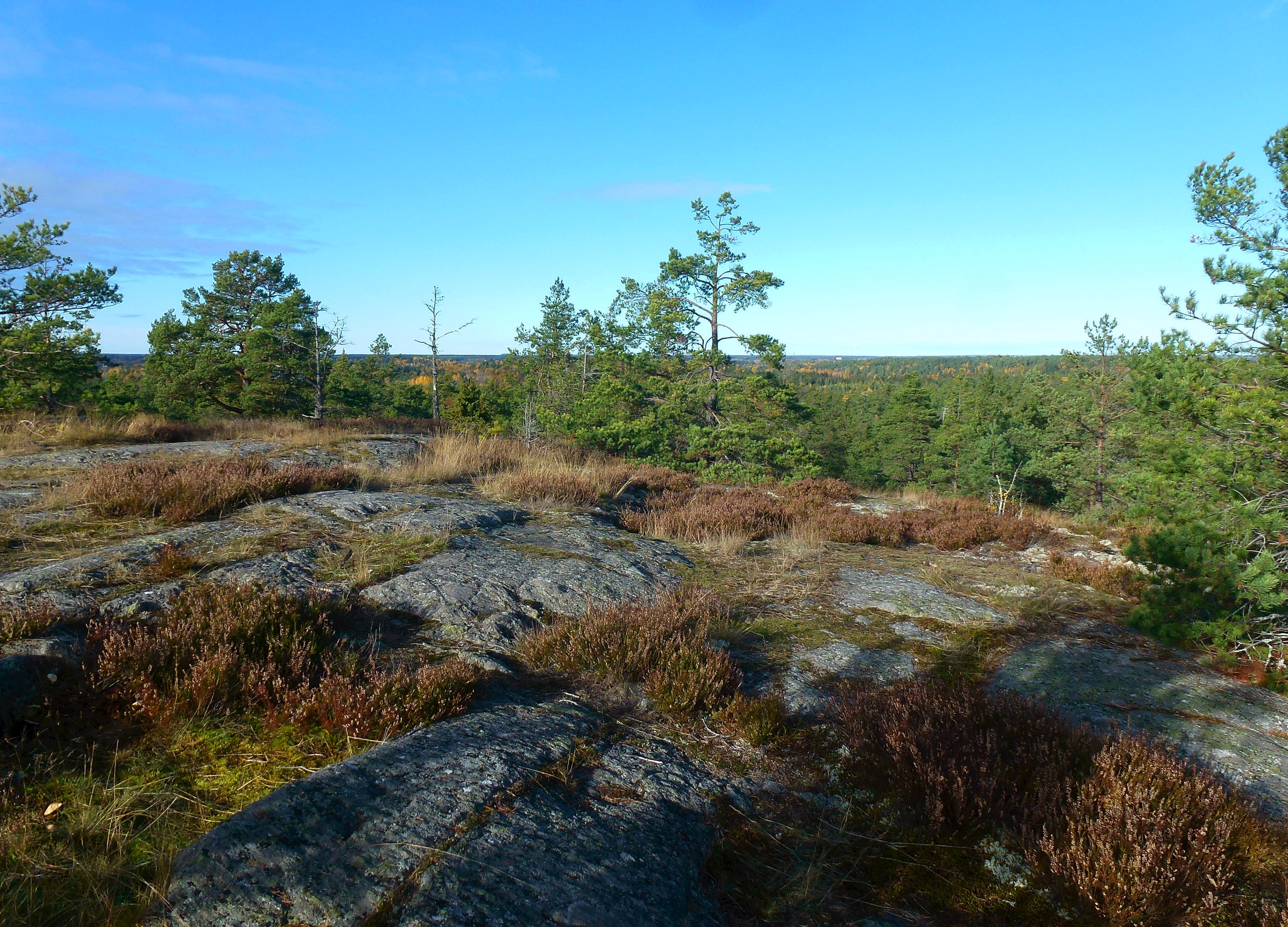
Himlabergets högplatå